# Amanda Knox

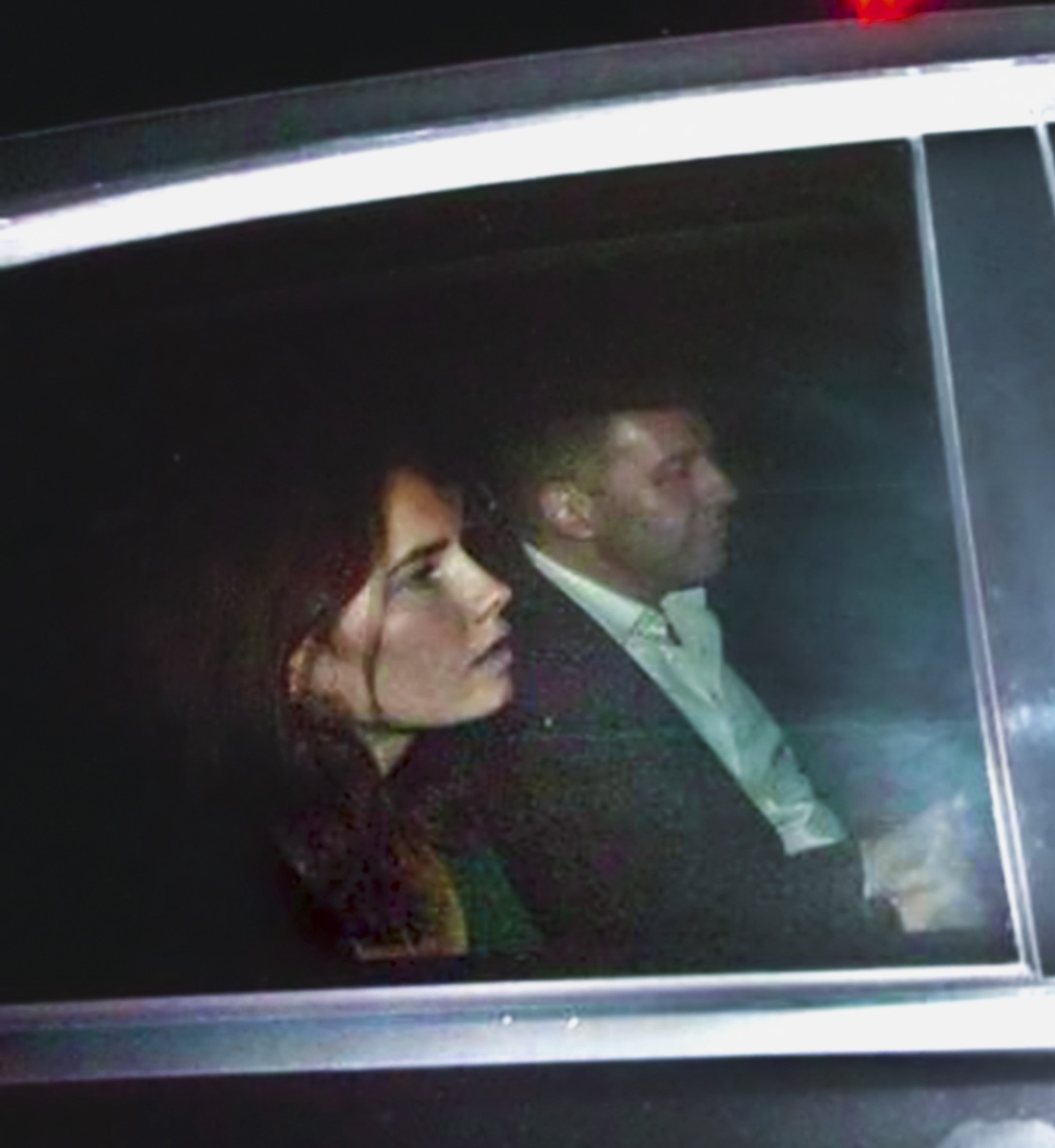
Amanda deixando a prisão, em 2011, dois anos depois da sua condenação e após quatro anos atrás das grades na cidade de Perúgia.

Amanda Marie Knox (nascida em 9 de julho de 1987) é uma mulher americana que passou quase quatro anos cumprindo pena numa prisão italiana pelo assassinato de Meredith Kercher, em 2007. Meredith, assim como Amanda, estava na Itália como estudante de intercâmbio, compartilhando um apartamento com ela.
Em 1 de novembro de 2007, Knox, que tinha 20 anos na época, havia passado a noite com o então namorado Raffaele Sollecito, retornando para o apartamento e encontrando o corpo de Meredith no banheiro, com vestígios de sangue espalhados em vários locais do cômodo. Na subsequente investigação policial, Knox foi apontada como suspeita e implicou ela mesma e seu empregador na época, Patrick Lumumba, no assassinato. Amanda Knox, Sollecito e Lumumba acabaram presos sob acusação de homicídio, mas Lumumba foi liberado pouco tempo depois. No primeiro julgamento, Knox e Sollecito foram condenados e sentenciados a 26 e 25 anos de prisão, respectivamente. Rudy Guede, um imigrante da Costa do Marfim e conhecido ladrão, foi preso pouco depois, após a descoberta de digitais dele manchadas com sangue nas posses de Meredith. Ele foi, em outubro de 2008, considerado culpado de agressão sexual e homicídio, sentenciado a 16 anos de prisão.
O caso do assassinato de Meredith Kercher atraiu atenção da mídia mundial. Vários jornais, principalmente da Itália e dos Estados Unidos, assumiram que Amanda Knox era culpada logo que seu nome surgiu como suspeita e uma série de matérias sensacionalistas a seu respeito foram publicadas, colocando-a sob uma luz negativa, atacando sua índole, vida sexual e personalidade. A promotoria e os detetives envolvidos no caso foram acusados de não lidar bem com a investigação e a cobertura midiática, conectando a Amanda ao crime mais baseado na personalidade dela do que em evidências físicas. A própria Amanda afirmou que durante o interrogatório, ela sofreu abusos verbais e físicos para promover uma confissão baseada em terror psicológico. Assim, a condenação de culpada e a sentença de 26 anos de Amanda Knox gerou controvérsia internacional.
Especialistas forenses dos Estados Unidos colocaram em dúvida a validade da condenação dela no caso Meredith, afirmando que as evidências físicas na cena do crime não corroboravam a ideia de que a Amanda estava envolvida. Uma prolongada e desgastante batalha judicial se seguiu, com Amanda conseguindo uma apelação bem sucedida em um segundo julgamento, sendo libertada em outubro de 2011. A promotoria recorreu ao Supremo Tribunal de Cassação da Itália e, em janeiro de 2014, frente a novas evidências envolvendo uma análise que encontrou DNA de Raffaele Sollecito no sutiã de Meredith, o tribunal considerou Amanda e Sollecito novamente culpados e exigiu que retornassem à cadeia. Porém este novo veredito veio novamente com controvérsia, com o analista forense americano Peter Gill afirmando que a evidência não era o suficiente para uma condenação e que havia diversos outros meios da pequena amostra de DNA ter parado no sutiã da vítima. O caso se esticou até 2015 quando, mais precisamente a 27 de março, a Corte Superior de Cassação italiana exonerou Knox e Sollecito de culpa no caso de assassinato de Meredith Kercher, citando várias condutas errôneas por parte das autoridades durante a investigação do crime. O tribunal, contudo, manteve a condenação dela por calúnia por ela ter implicado, erroneamente, seu antigo empregador, Patrick Lumumba, como estando possivelmente envolvido no crime. Porém, em janeiro de 2016, Knox foi também inocentada do crime de calúnia, após a corte aceitar que sua confissão a respeito de Lumumba foi feita sob coerção, após uma policial bater nela durante o interrogatório. Cortes europeias posteriomente condernaram a justiça italiana a pagar reparações para Amanda pelo tempo que ela passou na cadeia e danos feitos a imagem dela.
Amanda Knox, após ser solta em 2011, voltou aos Estados Unidos e completou seus estudos. Em 2019, ela se casou com o namorado de longa data, Christopher Robinson. Subsequentemente, ela se tornou uma autora, ativista e jornalista. Seu livro de memórias, Waiting to Be Heard, se tornou um best seller. Entre os vários projetos que participa, Amanda defende causas de pessoas condenadas injustamente e contra public shaming por parte da imprensa.